# Ichneutica lignana
Ichneutica lignana là một loài bướm đêm thuộc họ Noctuidae. Nó là loài đặc hữu của New Zealand. Năm 2019, Robert J. B. Hoare đã công bố những nghiên cứu của mình về những loài bướm đêm ở New Zealand. Dựa trên kết quả của những nghiên cứu này, Hoare đã đặt loài này vào chi Ichneutica.
Ấu trùng ăn nhiều loại thực vật khác nhau.

## Hình ảnh

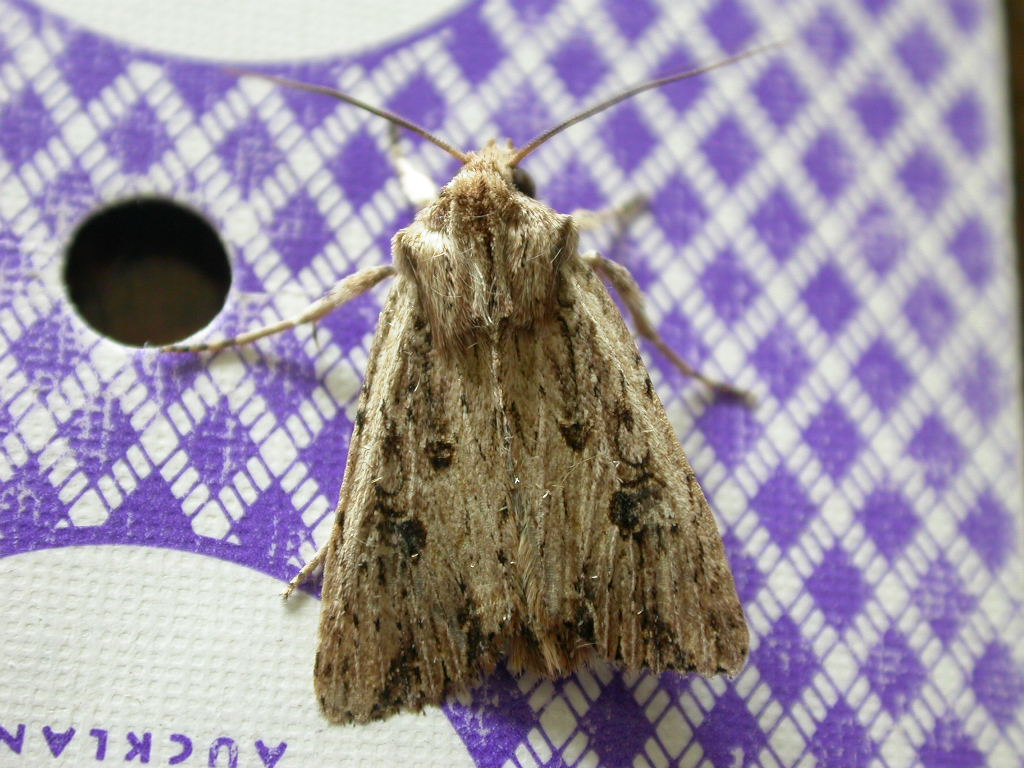
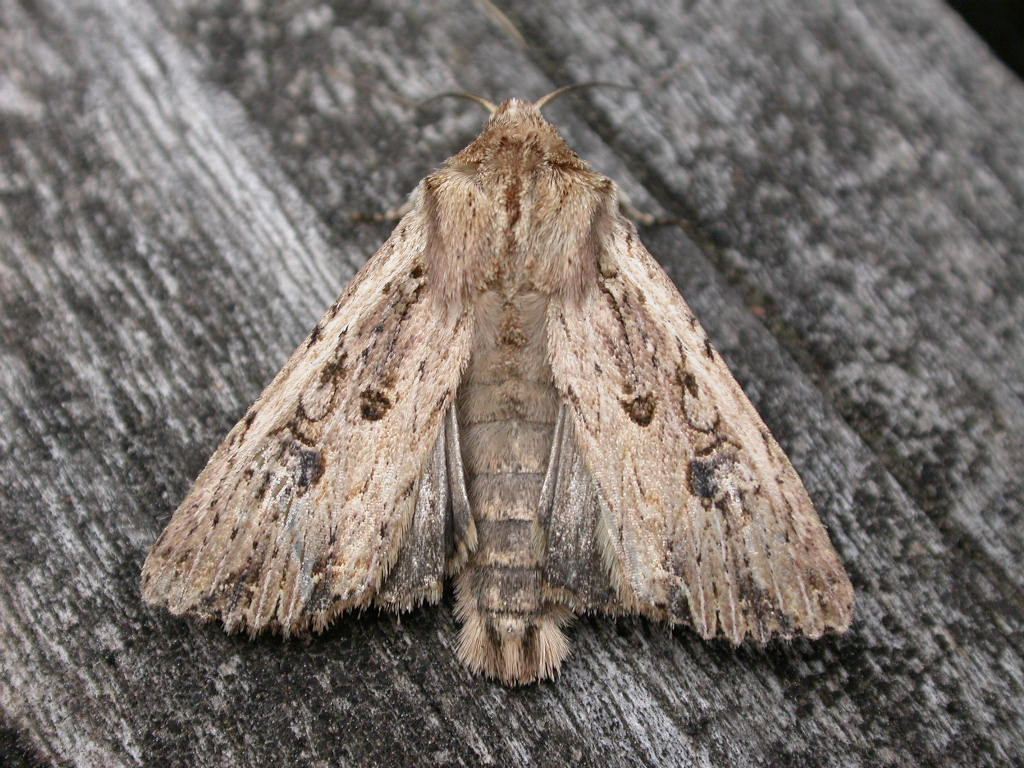